# Harmonisk delning

Figur 1.
och är inre respektive yttre delningspunkt till medan och är yttre respektive inre delningspunkt till.

Harmonisk delning betecknar inom geometri ett avståndsförhållande mellan fyra punkter (se figur 1) belägna på en rät linje sådant att delningsförhållandena:
{\displaystyle (A,B;S)=-(A,B;T)\Leftrightarrow {\vec {AS}}:{\vec {SB}}=-{\vec {AT}}:{\vec {TB}}\Rightarrow |{\overline {AS}}|:|{\overline {SB}}|=|{\overline {AT}}|:|{\overline {TB}}|} alternativt
{\displaystyle (S,T;A)=-(S,T;B)\Leftrightarrow {\vec {SA}}:{\vec {SB}}=-{\vec {SB}}:{\vec {BT}}\Rightarrow |{\overline {SA}}|:|{\overline {AT}}|=|{\overline {SB}}|:|{\overline {BT}}|}.
Om {\displaystyle (A,B;S)=-(A,B;T)=p:q} så är :{\displaystyle (S,T;B)=-(S,T;A)=(p-q):(p+q)}
Att dubbelförhållandet för en harmonisk delning {\displaystyle (A,B;S,T)={\frac {(A,B;S)}{(A,B;T)}}=-1} framgår direkt ur definitionen.
{\displaystyle S} och {\displaystyle T} är harmoniska konjugat till varandra i förhållande till {\displaystyle {\overline {AB}}} liksom {\displaystyle A} och {\displaystyle B} är harmoniska konjugat till varandra i förhållande till {\displaystyle {\overline {ST}}}
{\displaystyle S} kan inte vara mittpunkt på {\displaystyle {\overline {AB}}} (och ej heller kan {\displaystyle S} vara lika med {\displaystyle A} eller {\displaystyle B}). (Se avsnittet Harmonisk delning och en punkt på en cirkel nedan).
De båda delningspunkterna ligger på samma sida om mittpunkten på den sträcka de delar.

## Några bevis
- Att {\displaystyle (A,B;S)=-(A,B;T)\Leftrightarrow (S,T;A)=-(S,T;B)}, det vill säga att om {\displaystyle S} och {\displaystyle T} delar {\displaystyle {\vec {AB}}} harmoniskt, så delas även {\displaystyle {\vec {ST}}} harmoniskt av {\displaystyle A} och {\displaystyle B}, visas enkelt genom:

{\displaystyle (A,B;S)=-(A,B,T)\Leftrightarrow {\frac {\vec {AS}}{\vec {SB}}}=-{\frac {\vec {AT}}{\vec {TB}}}\Leftrightarrow {\frac {\vec {AS}}{\vec {AT}}}=-{\frac {\vec {SB}}{\vec {TB}}}\Leftrightarrow {\frac {\vec {SA}}{\vec {AT}}}=-{\frac {\vec {SB}}{\vec {BT}}}\Leftrightarrow (S,T;A)=-(S,T;B)}
- Att {\displaystyle (A,B;S)=-(A,B;T)=p:q} innebär att {\displaystyle (S,T;B)=-(S,T;A)=(p-q):(p+q)} visas nedan:

Vi har:
{\displaystyle 1.\ \ {\frac {\vec {AS}}{\vec {SB}}}={\frac {p}{q}}\Rightarrow {\frac {{\vec {AB}}+{\vec {BS}}}{\vec {SB}}}={\frac {p}{q}}\Rightarrow {\frac {{\vec {AB}}-{\vec {SB}}}{\vec {SB}}}={\frac {p}{q}}\Rightarrow {\frac {\vec {AB}}{\vec {SB}}}-1={\frac {p}{q}}\Rightarrow {\frac {\vec {AB}}{\vec {SB}}}={\frac {p}{q}}+1={\frac {p-q}{q}}\Rightarrow {\frac {\vec {SB}}{\vec {AB}}}={\frac {q}{p+q}}\Rightarrow {\vec {SB}}={\frac {q}{p+q}}\cdot {\vec {AB}}}, vilket utnyttjas i:
{\displaystyle 2.\ \ {\frac {\vec {AS}}{\vec {SB}}}={\frac {p}{q}}\Rightarrow {\frac {\vec {AS}}{\vec {AB}}}\cdot {\frac {p+q}{q}}={\frac {p}{q}}\Leftrightarrow {\vec {AS}}={\frac {p}{p+q}}\cdot {\vec {AB}}}
{\displaystyle 3.\ \ {\frac {\vec {AT}}{\vec {TB}}}=-{\frac {p}{q}}\Rightarrow {\frac {{\vec {AB}}+{\vec {BT}}}{\vec {TB}}}=-{\frac {p}{q}}\Rightarrow {\frac {\vec {AB}}{\vec {TB}}}-1=-{\frac {p}{q}}\Rightarrow {\frac {\vec {AB}}{\vec {BT}}}+1={\frac {p}{q}}\Rightarrow {\frac {\vec {AB}}{\vec {BT}}}={\frac {p}{q}}-1={\frac {p-q}{q}}\Rightarrow {\vec {BT}}={\frac {q}{p-q}}\cdot {\vec {AB}}}, vilket utnyttjas i:
{\displaystyle 4.\ \ {\frac {\vec {AT}}{\vec {TB}}}=-{\frac {p}{q}}\Rightarrow {\frac {\vec {AT}}{\vec {BT}}}={\frac {p}{q}}\Rightarrow {\frac {\vec {AT}}{\vec {AB}}}\cdot {\frac {p-q}{q}}={\frac {p}{q}}\Leftrightarrow {\vec {AT}}={\frac {p}{p-q}}\cdot {\vec {AB}}}
Således har vi från 1 och 3 att {\displaystyle (S,T;B)={\frac {\vec {SB}}{\vec {BT}}}={\frac {q\cdot (p-q)\cdot {\vec {AB}}}{(p+q)\cdot q\cdot {\vec {AB}}}}={\frac {p-q}{p+q}}}
och från 2 och 4 att {\displaystyle (S,T;A)={\frac {\vec {SA}}{\vec {AT}}}=-{\frac {-{\vec {AS}}}{\vec {AT}}}=-{\frac {p\cdot (p-q)\cdot {\vec {AB}}}{(p+q)\cdot p\cdot {\vec {AB}}}}=-{\frac {p-q}{p+q}}}.

## Grafisk konstruktion av en harmonisk delning

Figur 2.

Betrakta figur 2. Om man har en given sträcka med ändpunkterna {\displaystyle A} och {\displaystyle B} samt endera av de båda delningspunkterna, antingen den inre delningspunkten {\displaystyle S} eller den yttre {\displaystyle T}, kan den andra delningspunkten erhållas på ett flertal sätt. Nedan beskrivs ett av de enklare sätten:
Dra en godtycklig linje (ljusblå i figur 2) genom {\displaystyle A} och en linje genom {\displaystyle B} (också denna ljusblå i figur 2) som är parallell med linjen genom {\displaystyle A}. Avsätt en godtycklig punkt {\displaystyle C} på linjen genom {\displaystyle A} och dra en linje från {\displaystyle C} (röd) genom den givna delningspunkten. Skärningspunkten med linjen genom {\displaystyle B} ger oss punkten {\displaystyle D} om {\displaystyle S} var given eller {\displaystyle D'} om det i stället var {\displaystyle T}. Markera nu den andra punkten {\displaystyle D'} eller {\displaystyle D} på samma avstånd från {\displaystyle B} men på andra sidan om {\displaystyle B} och dra en linje (röd) genom denna punkt och {\displaystyle C}. Där denna linje skär linjen genom {\displaystyle A} och {\displaystyle B} har vi den sökta delningspunkten.
Att så är fallet visas enkelt genom att konstatera att triangeln {\displaystyle \triangle ACS} är likformig med {\displaystyle \triangle BDS} och att {\displaystyle \triangle ACT} är likformig med {\displaystyle \triangle BD'T}. Den första likformigheten ger att {\displaystyle |AS|:|SB|=|AC|:|DB|} och den andra ger {\displaystyle |AT|:|TB|=|AC|:|D'B|=|AC|:|DB|} och således är {\displaystyle |AS|:|SB|=|AT|:|TB|}.
En närbesläktad metod att konstruera en harmonisk delning med ett givet delningsförhållande i form av en kvot beskrivs i avsnittet Grafisk konstruktion av ett delningsförhållande i artikeln Delningsförhållande.
En konstruktionsmetod som enbart använder en linjal (rätskiva) beskrivs i avsnittet Konstruktion av den fjärde harmoniska delningspunkten enbart med hjälp av linjal eller rätskiva av artikeln Fullständig fyrsiding. Det nedanstående avsnittet Harmonisk delning och en punkt på en cirkel ger ytterligare ett förhållande som kan utnyttjas för konstruktion (åtminstone i teorin - rent praktiskt finns det enklare sätt).

## Harmonisk delning och en punkt på en cirkel

Figur 3.

I figur 3 visas en cirkel med medelpunkten {\displaystyle M} och med diametern {\displaystyle |AB|}. För en punkt {\displaystyle Q} på cirkelns omkrets gäller att dess fotpunkt {\displaystyle S} på diametern och skärningspunkten {\displaystyle T} mellan cirkelns tangent i {\displaystyle Q} och diameterns förlängning delar sträckan {\displaystyle {\overline {AB}}} harmoniskt.

### Bevis
{\displaystyle |AM|=|BM|=|QM|} ger:
{\displaystyle 1.\ \ |AS|=|AM|+|MS|=|QM|+|MS|},
{\displaystyle 2.\ \ |AT|=|AM|+|MT|=|QM|+|MT|},
{\displaystyle 3.\ \ |SB|=|BM|-|MS|=|QM|-|MS|} samt
{\displaystyle 4.\ \ |TB|=|MT|-|BM|=|MT|-|QM|}.
Om {\displaystyle S} och {\displaystyle T} delar {\displaystyle {\overline {AB}}} harmoniskt gäller:
{\displaystyle {\frac {|AS|}{|SB|}}={\frac {|AT|}{|TB|}}\Leftrightarrow |AS|\cdot |TB|=|SB|\cdot |AT|\Leftrightarrow |AS|\cdot |TB|-|SB|\cdot |AT|=0}
Insättning av 1 till 4 ger:
{\displaystyle |AS|\cdot |TB|-|SB|\cdot |AT|=}
{\displaystyle =(|QM|+|MS|)(|MT|-|QM|)-(|QM|-|MS|)(|QM|+|MT|)=}
{\displaystyle =|QM|\cdot |MT|-|QM|^{2}+|MS|\cdot |MT|-|MS|\cdot |QM|-(|QM|^{2}+|QM|\cdot |MT|-|MS|\cdot |QM|-|MS|\cdot |MT|)=}
{\displaystyle =-2\cdot |QM|^{2}+2\cdot |MS|\cdot |MT|}
Då {\displaystyle \triangle MSQ} är likformig med {\displaystyle \triangle MQT} har vi att:
{\displaystyle {\frac {|MS|}{|QM|}}={\frac {|QM|}{|MT|}}\Leftrightarrow |QM|^{2}=|MS|\cdot |MT|}
Insättning ger:
{\displaystyle |AS|\cdot |TB|-|SB|\cdot |AT|=-2\cdot |QM|^{2}+2\cdot |MS|\cdot |MT|=-2\cdot |QM|^{2}+2\cdot |QM|^{2}=0}
och således delas  {\displaystyle {\overline {AB}}} harmoniskt av {\displaystyle S} och {\displaystyle T}. QED!
Förhållandet innebär också att om {\displaystyle S=M} så är tangenten i {\displaystyle Q} parallell med {\displaystyle {\overline {AB}}} och skär alltså inte {\displaystyle {\overline {AB}}} (eller, om man så vill: skärningspunkten "ligger i" plus/minus oändligheten). Härur följer också att båda delningspunkterna till en sträcka ligger på samma sida om sträckans mittpunkt. Om {\displaystyle S=A\Rightarrow S=T} eller {\displaystyle S=B\Rightarrow S=T} finns inte heller någon harmonisk delning av {\displaystyle {\overline {AB}}}. 
Se även avsnittet Reciprokation och projektiv dualitet i artikeln Pol och polar för detta samband.